# Траутвілл (Вірджинія)
Траутвілл (англ. Troutville) — місто (англ. town) в США, в окрузі Ботаторт штату Вірджинія. Населення — 458 осіб (2020).

## Географія
Траутвілл розташований за координатами 37°25′0″ пн. ш. 79°52′41″ зх. д. / 37.41667° пн. ш. 79.87806° зх. д. (37.416660, -79.878090).  За даними Бюро перепису населення США в 2010 році місто мало площу 1,79 км², уся площа — суходіл.

## Демографія
Згідно з переписом 2010 року, у місті мешкала 431 особа в 194 домогосподарствах у складі 126 родин. Густота населення становила 241 особа/км².  Було 226 помешкань (126/км²).
Расовий склад населення:
| - 94,9 % — білих - 1,2 % — чорних або афроамериканців - 0,2 % — корінних американців - 0,2 % — азіатів |

До двох чи більше рас належало 2,6 %. Частка іспаномовних становила 2,6 % від усіх жителів.
За віковим діапазоном населення розподілялося таким чином: 21,3 % — особи молодші 18 років, 59,0 % — особи у віці 18—64 років, 19,7 % — особи у віці 65 років та старші. Медіана віку мешканця становила 41,8 року. На 100 осіб жіночої статі у місті припадало 103,3 чоловіків;  на 100 жінок у віці від 18 років та старших — 98,2 чоловіків також старших 18 років.
Середній дохід на одне домашнє господарство  становив 50 873 долари США (медіана — 41 750), а середній дохід на одну сім'ю — 62 510 доларів (медіана — 55 417). Медіана доходів становила 31 250 доларів для чоловіків та 33 828 доларів для жінок. За межею бідності перебувало 16,5 % осіб, у тому числі 39,3 % дітей у віці до 18 років та 6,9 % осіб у віці 65 років та старших.
Цивільне працевлаштоване населення становило 306 осіб. Основні галузі зайнятості: освіта, охорона здоров'я та соціальна допомога — 16,3 %, будівництво — 13,1 %, публічна адміністрація — 10,1 %, науковці, спеціалісти, менеджери — 9,8 %.